# 퍼블
퍼블(publ)은 대한민국의 SaaS 스타트업 키클롭스 (CYCLOPS Corp.)에서 제공하는 노코드(No-code) 방식으로 다양한 형태의 비즈니스 플랫폼을 제작할 수 있는 글로벌 올인원 콘텐츠 플랫폼 빌더이다. 
IT 관련 지식이 부족하거나 외주 개발 문턱이 높았던 개인 및 중소 비즈니스 사업자, 비 IT 기업들이 막대한 초기 투자 비용 없이도 클릭 몇 번으로 웹 또는 앱 플랫폼을 구축할 수 있어 타 플랫폼의 이용자 중 한 명이 아닌, 나만의 콘텐츠 유니버스를 만들 수 있는 서비스를 제공한다. 